# 大阪府道229号田治米忠岡線
大阪府道229号田治米忠岡線（おおさかふどう229ごう たじめただおかせん）は、大阪府岸和田市から泉北郡忠岡町に至る一般府道である。

## 概要
岸和田市田治米町から泉北郡忠岡町忠岡南1丁目に至る。
かつての泉北郡忠岡町内のコースは、国道26号の大津川大橋をくぐり、大阪府道204号堺阪南線の「さつき通」交点に至るものであったが、現在は南海本線 忠岡駅そばを通る狭路のコースへと変更されている。
途中、泉北郡忠岡町域では狭路になっており、起点へ向かう一方通行区間が2区間存在するほどである。そのためかすぐ北側で平行する忠岡町道の中央線（通称、さつき通り）と混同されることも多い。

### 路線データ
- 起点：大阪府岸和田市田治米町（山直下（やまだいしも）農協前交差点、大阪府道223号三林岡山線交点）
- 終点：大阪府泉北郡忠岡町忠岡南1丁目（忠岡町交差点、大阪府道204号堺阪南線交点）

## 地理

### 通過する自治体
- 大阪府
  - 岸和田市 - 泉北郡忠岡町

### 交差する道路
| 交差する道路                   | 市町村名 | 市町村名 | 交差する場所 | 交差する場所                              |
| ------------------------------ | -------- | -------- | ------------ | ----------------------------------------- |
| 大阪府道223号三林岡山線        | 岸和田市 | 岸和田市 | 田治米町     | 山直下（やまだいしも）農協前交差点 / 起点 |
| 大阪府道40号岸和田牛滝山貝塚線 | 岸和田市 | 岸和田市 | 東大路町     | 東大路町交差点                            |
| 大阪府道30号大阪和泉泉南線     | 岸和田市 | 岸和田市 | 西大路町     | 西大路町交差点                            |
| 大阪府道227号和気岸和田線      | 泉北郡   | 忠岡町   | 高月南1丁目  |                                           |
| 国道26号                       | 泉北郡   | 忠岡町   | 高月南1丁目  | 高月南1丁目交差点                         |
| 大阪府道204号堺阪南線          | 泉北郡   | 忠岡町   | 忠岡南1丁目  | 忠岡町交差点 / 終点                       |

### 交差する鉄道
- 阪和線
- 南海本線

### 沿線
- 岸和田市立山直北小学校・幼稚園
- 岸和田三田（みた）郵便局
- 忠岡町役場
- 忠岡町立忠岡中学校
- 忠岡町立東忠岡小学校
- 南海本線 忠岡駅
- 池田泉州銀行 忠岡支店（旧：泉州店『■』）
- 忠岡郵便局